# Trubinyi János
Trubinyi János (Verebély, 1863. szeptember 8. - Dunamocs, 1919. június 3.) plébános, országgyűlési képviselő, az 1919-es vörös terror mártírja.

## Élete
Szegény földműves családba született, szülei Trubínyi János és Huszár Mária voltak. Valószínűleg a gimnázium első 5 osztályát a nyitrai piaristáknál végezte, majd Nagyszombatban folytatta.[forrás?] 1882-ben Komáromban érettségizett.[forrás?] Tanulmányai alatt elmagyarosodott.
A teológiát Esztergomi papnevelőben végezte, 1887. május 13-án pappá szentelték Gajaron. 1888-ban Szentistvánkúton, 1889-ben Gajaron káplán. 1893-tól Dévényújfaluban, 1910-től Gajaron plébános, 1918-tól dunamocsi adminisztrátor, 1919-től plébános. 1919. június 1-én Bandl József vörös különítményesek érkeztek hajón Dunamocsra. A Vörös Hadsereg letartóztatta, s mivel nem volt hajlandó együttműködni a komisszár a Duna partján egy fára fölakasztatta. Bandl Ferenc lakatost, aki parancsnokként felakasztatta, a csehszlovák hatóságok elfogták és kiadták Magyarországnak.
Állomáshelyein a magyarosodást is szolgálta. 1901-1905 között pótválasztáson (Komlóssy Ferenc ellen) és 1905–1906-ban a stomfai keresztény néppárti országgyűlési képviselő. 1902-ben cigányellenes intézkedéseket javasolt. 1910-es években rágalomhadjáratot vezettek ellene. 1918 októberében kirabolták a plébániát.
Az 1918-ban alakult Gajari Likőr, Rum és Szeszárúgyár Részvénytársaság igazgatósági tagja, valamint a Malaczkai Likőr-, Rum- és Szeszárúgyár Részvénytársaság igazgatósági tagja is volt.

## Emlékezete
- Emléktábla a dunamocsi templomban
- Trubinyi János-emlékkereszt, Dunamocs

## Művei
- 1891 A gyűlölet és boszuállás. Jó pásztor - Egyházszónoklati folyóirat XI.